# Le Trésor d'Harimao
Pour plus de détails, voir Fiche technique et Distribution.
Le Trésor d'Harimao (ルパン三世『ハリマオの財宝を追え!!』 - Rupan Sansei : Harimao no Zaiho wo oe!!) est un téléfilm d'animation japonais réalisé par Osamu Dezaki, diffusé en 1995.

## Synopsis
Lupin doit retrouver un trésor caché par des voleurs... pour ce faire, il devra s'allier avec SIr Archer, un bien étrange Lord anglais accompagnée de sa petite-fille... La valeur du trésor d'Harimao est estimée à plus de 8 milliards de dollars ; il n'est dès lors par très étonnant que tout le monde veuille mettre la main dessus, mais cette fois, rien ni personne n'empêchera Lupin d'y arriver. Accompagné de ses fidèles compagnons Jigen, Goemon et Fujiko, Lupin arpente les quatre coins du globe pour retrouver les trois statues qui le conduiront au trésor, tout en évitant les balles et l'Inspecteur Zenigata.

## Fiche technique
- Titre : Le Trésor d'Harimao
- Titre original : ルパン三世『ハリマオの財宝を追え!!』 - Rupan Sansei : Harimao no Zaiho wo oe!!
- Réalisation : Osamu Dezaki
- Scénario : Hiroshi Kashiwabara, Shinzo Fujita, Shoji Yonemura d'après Monkey Punch
- Direction de l'animation : Masatomo Sudo
- Direction artistique : Yukihiro Shibutani
- Direction de la photographie : Hajime Hasegawa
- Production : Toshio Nakatani et Yasumichi Ozaki
- Production exécutive : Hidehiko Takei et Yoshihiro Yamane
- Société de production : Nippon Television Network Corporation et TMS Entertainment
- Musique : Yuji Ohno
- Pays d'origine : Japon
- Langue : japonais
- Genre : Policier
- Durée : 90 minutes
- Première date de diffusion :  4 août 1995

## Distribution

### Voix japonaises
- Kanichi Kurita : Lupin III
- Kiyoshi Kobayashi : Daisuke Jigen
- Makio Inoue : Goemon
- Eiko Masuyama : Fujiko Mine
- Gorō Naya : Inspecteur Zenigata
- Tadachi Nakamura : Lord Archer
- Maya Okamoto : Diana
- Hirotaka Suzuoki : Herr Maffordite (voix masculine), Russell
- Mayumi Tanaka : Herr Maffordite (voix féminine)
- Masuo Amada : Goering
- Taiten Kusunoki : Harimao

### Voix françaises
- Bruno Magne : Lupan
- Hervé Caradec : Daisuke Jigen
- Nathalie Homs : Fujiko Mine
- Constantin Pappas : Goemon, Inspecteur Zenigata
- Thierry Murzeau : Lord Archer
- Pascale Chemin : Diana
- Cyrille Monge : Russell
- Taric Mehani : Herr Maffordite
- Martial Le Minoux : Goering

Dans ce doublage français, Lupin est renommé Lupan.
Source : Planète jeunesse

## DVD
Ce film a été édité en 2007 par Dybex dans un coffret avec Le Secret du Twilight Gemini.

## Autour du film
- Il s'agit du septième téléfilm sur Lupin III.
- Kanichi Kurita reprend le rôle de Lupin III laissé par feu Yasuo Yamada.